# Иерусалимский журнал
«Иерусалимский журнал» — журнал современной израильской литературы на русском языке. Издаётся с мая 1999 года.

## История
В названии журнала его основатели хотели не только сообщить месторасположение редакции, но и обозначить уровень публикаций в издании, имя которого связано со столицей возрожденного государства и одновременно с одним из важнейших символов человеческой цивилизации в целом.
Большую часть журнала занимают произведения израильских литераторов, однако практически в каждом номере публикуюся и зарубежные авторы.
В «Иерусалимском журнале» печатались Елена Аксельрод, Эли Бар-Яалом, Наум Басовский, Ефрем Баух, Геннадий Беззубов, Илья Бокштейн, Изяслав Винтерман, Зеэв Гейзель, Семен Гринберг, Игорь Губерман, Ион Деген, Лорина Дымова, Марк Зайчик, Михаил Зив, Елена Игнатова, Борис Камянов, Феликс Кандель, Григорий Канович, Арнольд Каштанов, Юлий Ким, Игорь Коган, Зоя Копельман, Феликс Кривин, Леонид Левинзон, Эли Люксембург, Елена Макарова, Давид Маркиш, Петр Межурицкий, Марина Меламед, Ицхокас Мерас, Евгений Минин, Рената Муха, Дина Рубина, Ирина Рувинская, Зинаида Палванова, Морис Симашко, Алекс Тарн, Ирина Тверская, Роман Тименчик, Владимир Фромер, Владимир Хазан, Светлана Шенбрунн, Яков Шехтер, Рафаэль Шустерович и другие израильские русскоязычные литераторы, завоевавших признание в стране и за рубежом, а также известные прозаики, поэты, литературоведы и публицисты из России и США, Германии и Канады, Великобритании и Швейцарии, Венгрии и других стран. Это Степан Балакин, Татьяна Бек, Владимир Болотин, Александр Городницкий, Андрей Грицман, Владимир Друк, Виктор Коркия, Владимир Корнилов, Александр Лайко, Вадим Левин, Шимон Маркиш, Александр Ревич, Дмитрий Сухарев, Александр Файнберг, Олег Чухонцев, Михаил Щербаков, Асар Эппельс, Ольга Голда Фикс и другие.
Большое внимание «ИЖ» уделяет переводам с языка иврит. Это новые переложения и литературоведческие исследования текстов ТАНАХа (раздел «Город Давида») и произведения израильских классиков XX века — Шай Агнон, Иеуда Амихай, Ханох Левин, Биньямин Таммуз. В журнале, в переводе на русский язык, публикуется также проза и поэзия наших современников — Иегудит Кацир, Эдгар Керет, Эйнат Якир и др.
Во многих номерах журнала (раздел «Улица Бецалель») представлены графические работы бывших российских, а ныне — израильских художников. В 2001 году вышел специальный выпуск «Иерусалимского журнала» (на русском, иврите и английском), в котором представлена не только графика, но и живопись 27 современных израильских художников-репатриантов.
Презентации новых номеров «ИЖ», проходившие в первые годы выпуска журнала в столичном муниципалитете, в настоящее время проводятся в Доме наследия Ури Цви Гринберга. Праздничные вечера «Иерусалимского журнала» при участии его авторов и членов редколлегии проходят регулярно не только в Израиле, но и в России; бессменные ведущие этих вечеров — Игорь Губерман, Юлий Ким, Дина Рубина, Дмитрий Сухарев.

## Редакция
Главный редактор — Игорь Бяльский.
Члены редколлегии:
- Зеэв Гейзель — (№ 45—51)
- Семен Гринберг — (№ 1—12)
- Елена Игнатова — (начиная с № 18)
- Юлий Ким — (начиная с № 8)
- Семен Крайтман — (начиная с № 51)
- Шимон Маркиш — (№ 14—17)
- Зинаида Палванова
- Виктория Райхер — (начиная с № 42)
- Дина Рубина
- Алекс Тарн — (№ 35—38)
- Роман Тименчик
- Велвл Чернин — (начиная с № 14)
- Светлана Шенбрунн

Ответственный секретарь: Евгений Минин (начиная с № 27; № 1—26 — Леонид Левинзон)
Художник: Сусанна Черноброва

## Тираж
- 1999 — 1000
- 2000 — 1000
- 2001 — 1000
- 2002 — 1000
- 2003 — 1000
- 2004 — 1000
- 2005 — 1000
- 2006 — 1000
- 2007 — 1000
- 2008 — 1000
- 2009 — 1000